# Jim Lee
Jim Lee (Seúl, Corea del Sur, 11 de agosto de 1964) es un historietista surcoreano y nacionalizado estadounidense. Por su estilo altamente detallado, fue uno de los dibujantes de mayor influencia en el resto de dibujantes de historietas estadounidenses en la década de 1990. Actualmente es el presidente de DC Entertainment.

## Biografía
Nacido el 11 de agosto de 1964 en Seúl, Corea del Sur, se traslada a temprana edad a San Luis, Misuri, Estados Unidos. Estudia la carrera de medicina en la Universidad de Princeton siguiendo los deseos de su padre; aunque se gradúa en 1986 deja su carrera de médico y se dedica al dibujo de historietas. Sus primeros trabajos de importancia los realiza para Marvel, concretamente en las colecciones Alpha Flight y Punisher War Journal.
Posteriormente pasa a la colección X-Men, sustituyendo a Marc Silvestri. Su entintador en esta época es Scott Williams, con el que mantendrá una larga colaboración. En 1991 ejerce como dibujante y guionista de una nueva serie de los X-Men, para la que rediseña los uniformes de la mayor parte de los miembros del grupo y crea nuevos personajes, como Gambito. El primer número de esta serie, de la cual se lanzan tres versiones con distintas portadas, consigue el récord del cómic de superhéroes más vendido de la historia, con 8 millones de ejemplares.
Sin embargo, Jim Lee no se muestra conforme con la política de derechos de autor de Marvel y se une a otros dibujantes que, encabezados por Todd McFarlane fundan la compañía Image Comics, en la cual se aseguran el total control de sus creaciones. Lee lanza la serie WildC.A.T.s en la que narra una historia de superhéroes en la que dos razas alienígenas mantienen una guerra secreta en la tierra. A raíz de esta serie surgen series derivadas creadas por otros dibujantes, en las que Lee colabora en mayor o menor medida.Finalmente Lee se separa de Image, creando en 1992 junto con Brandon Choi el sello conocido como Wildstorm Productions.
Tras esto, vuelve junto con Rob Liefeld a Marvel, dentro del proyecto Heroes Reborn, en el que se encargan de recrear cuatro de las series clásicas de Marvel que, en esa época, se encontraban en una mala situación de ventas. Lee se encarga de crear las historias para la nueva serie de Iron Man y es guionista y dibujante en la serie Fantastic Four. El proyecto es un éxito total y la venta de las series incluidas en el proyecto se incrementa de manera notable. El proyecto tiene una duración de un año y tras finalizarse, Lee vuelve a Wildstorm.
En su vuelta a Wildstorm trata de dar un enfoque más serio a los cómics que realizaba, con lo que inicia una colaboración con el guionista Alan Moore, con la que se compromete a publicar la línea America's Best Comics, creada por Moore con bastante éxito de crítica.
Después vende Wildstorm a DC Comics en 1998 y pasa a encargarse en distintas etapas en los títulos de Batman y Superman. También sigue trabajando en sus WildC.A.T.s. Igualmente colabora como portadas para Crisis Infinita y como creativo para el proyecto de realizar un MMORPG ambientando en el universo DC.
El 18 de febrero de 2010, DC Entertainment convocó a Jim Lee y a Dan Didio como coeditores de DC Comics.
En 2011, Lee fue parte integral en el lanzamiento de la iniciativa de DC Comics The New 52, en la que contribuyó el diseño de nuevos trajes, más contemporáneos, de algunos de los personajes más emblemáticos de la editorial, incluyendo a Batman, Superman y Wonder Woman.
Durante 2016, participó en la nueva etapa Rebirth de Escuadrón Suicida aprovechando el estreno de la película en todo el mundo.
En 2018, fue ascendido a Presidente de DC Entertainment, suplantando a Geoff Johns, quien continuó como segundo al mando de la empresa. Cuando Didio abandonó DC Comics en febrero de 2020, Lee se convirtió en el editor principal de la editorial.